# Camilla Alessio

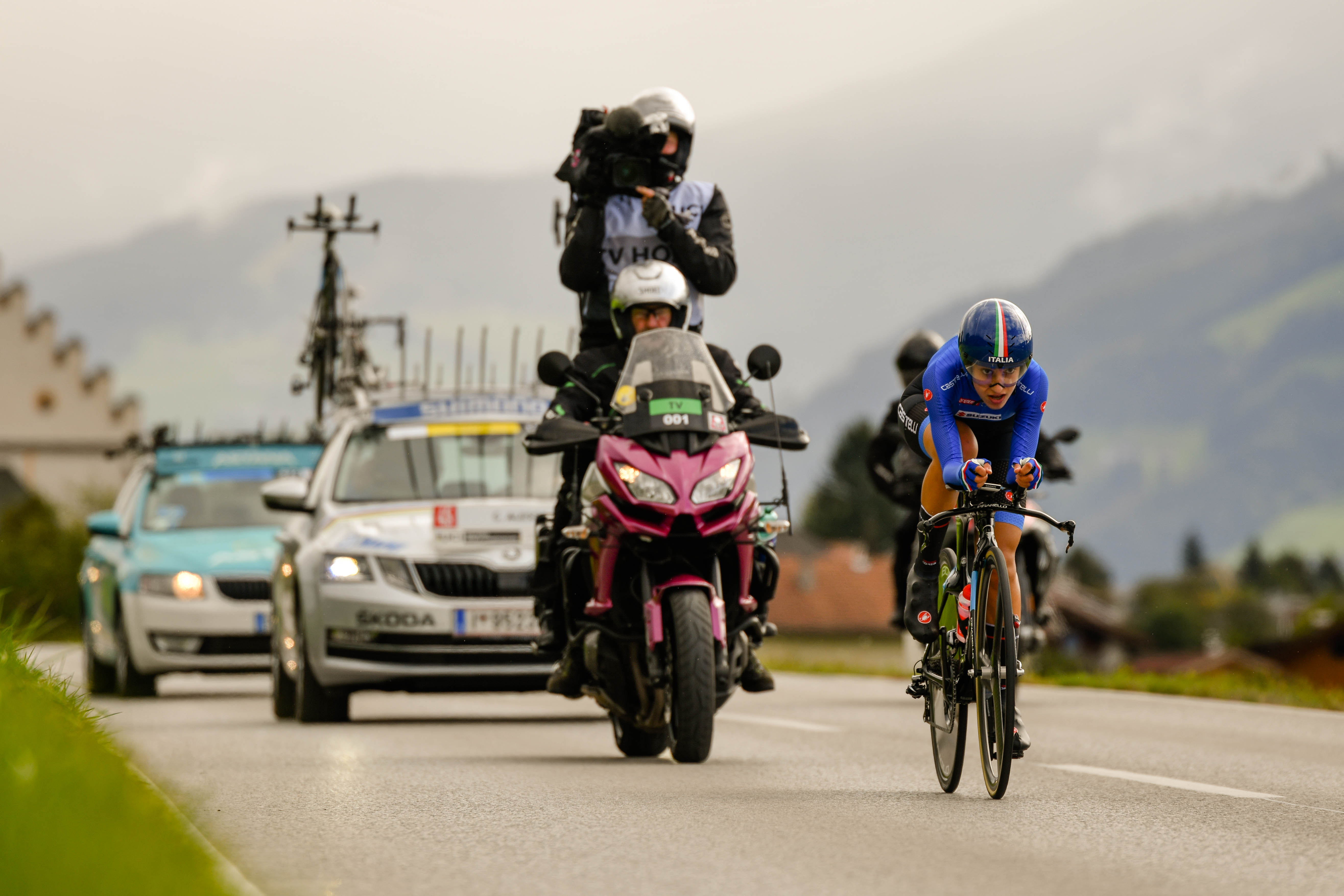
Alessio im Einzelzeitfahren der Juniorinnen bei der WM 2018

Camilla Alessio (* 23. Juli 2001 in Cittadella) ist eine ehemalige italienische Radsportlerin, die auf Bahn und Straße aktiv war.

## Sportlicher Werdegang
2017 wurde Camilla Alessio italienische Jugend-Meisterin im Straßenrennen. Im Jahr darauf errang sie bei den Straßenweltmeisterschaften Silber im Einzelzeitfahren der Juniorinnen. 2019 wurde sie gemeinsam mit Giorgia Catarzi, Eleonora Gasparrini, Sofia Collinelli und Matilde Vitillo Junioren-Weltmeisterin sowie Junioren-Europameisterin in der Mannschaftsverfolgung auf der Bahn. Bei den Junioren-Europameisterschaften wurde sie zudem Dritte in der Einerverfolgung. Bei den UCI-Straßen-Weltmeisterschaften 2019 belegte sie im Straßenrennen Rang vier.
2020 erhielt Alessio einen Vertrag beim Team BePink und gewann die Nachwuchswertung der Tour Cycliste Féminin International de l’Ardèche. 2022 wechselte sie zum Ceratizit-WNT Pro Cycling Team. Zum Ende der Saison beendete sie ihre sportliche Laufbahn.

## Ehrungen
2018 wurde Camilla Alessio mit dem Angelo Gabrielli Premio Panathlon Cittadella ausgezeichnet. Mit diesem Preis werden junge Sportlerinnen und Sportler aus der Region Padua geehrt, die sportlich sowie schulisch überragende Leistungen erbracht haben.

## Erfolge

### Straße
2017
- Italienische Jugend-Meisterin – Straßenrennen

2018
- Junioren-Weltmeisterschaft – Einzelzeitfahren

2020
- Nachwuchswertung – Tour Cycliste Féminin International de l’Ardèche

### Bahn
2019
- Junioren-Weltmeisterin – Mannschaftsverfolgung (mit Giorgia Catarzi, Eleonora Gasparrini, Sofia Collinelli und Matilde Vitillo)
- Junioren-Europameisterin – Mannschaftsverfolgung (mit Eleonora Gasparrini, Giorgia Catarzi und Sofia Collinelli)
- Junioren-Europameisterschaft – Einerverfolgung